# Detlef Bruckhoff
Detlef Bruckhoff (* 8. April 1958 in Berlin) ist ein ehemaliger deutscher Fußballspieler.

## Karriere
Detlef Bruckhoff spielte mit Tennis Borussia Berlin in der Bundesliga. Sein Debütspiel in Deutschlands höchster Spielklasse wurde in der Saison 1976/77 4:2 vor heimischer Kulisse gegen Fortuna Düsseldorf gewonnen. Bruckhoff wurde von Trainer Rudi Gutendorf in der 63. Spielminute eingewechselt. Im weiteren Saisonverlauf wurde er in vier weiteren Spielen eingesetzt. Berlin wurde 17. und stieg zusammen mit den Mannschaften des Karlsruher SC und Rot-Weiss Essen ab. In der sich anschließenden Saison 1977/78 wurde in der 2. Bundesliga Platz 10 belegt, Bruckhoff absolvierte 13 Spiele in der Nordstaffel. Er wechselte den Arbeitgeber und spielte die nächsten beiden Jahre an der Seite von Erich Schmitt beim Würzburger FV. Nach seiner Zeit in Würzburg, wo Bruckhoff Stammkraft war, ging er zum SV Darmstadt 98. Mit Darmstadt wurde er, im vorerst letzten Jahr der zweigleisigen 2. Bundesliga, der Saison 1980/81 unter Trainer Werner Olk und Mitspielern wie Frank Berlepp, Dieter Rudolf, Uwe Beginski, Andreas Karow, Günter Menges, Willi Wagner, Edwin Westenberger, Roland Best, Rudolf Collet, Uwe Hahn, Glenn Jordens, Oliver Posniak, Günther Reinhardt, Willibald Weiss, Willi Bernecker, Peter Cestonaro, Rainer Korlatzki, Torschützenkönig Horst Neumann und Dieter Pötschke Meister und stieg in die Bundesliga auf. Im folgenden Bundesligajahr spielte Bruckhoff noch elf Mal, bevor es ihn weiter zog. Bruckhoff ging nach Österreich, wo er die nächsten drei Jahre bei SC Neusiedl am See und SC Eisenstadt spielte. Er kehrte nach Deutschland zurück, spielte für den TSV 1860 München drei Jahre in der Oberliga. Seine Karriere endete in der Schweiz, wo Bruckhoff für den FC Martigny-Sports und den FC Baden spielte.